# Bom Jesus dos Perdões
Bom Jesus dos Perdões is een gemeente in de Braziliaanse deelstaat São Paulo. De gemeente telt 17.993 inwoners (schatting 2009).

## Aangrenzende gemeenten
De gemeente grenst aan Atibaia, Mairiporã, Nazaré Paulista en Piracaia.